# Omarion
Omari Ishmael Grandberry, dit Omarion (prononcez [ɔ.ma.ri.ɔn]), né le 12 novembre 1984 à Inglewood en Californie, est un chanteur de RnB, danseur, acteur, parolier et producteur de disques américain. Il est le fondateur du groupe 2 Much et l'ancien chanteur principal du boys band B2K.

## Musique
En 2001, Omari Grandberry devient le chanteur leader du boys band hip hop/R&B B2K. Le groupe est formé de quatre membres : Omarion lui-même, Jarell J-Boog, DeMario Raz-B Thornton, et Dreux Lil Fizz Frederic. Le groupe sort son premier album, B2K, mais connaît plus de succès avec le deuxième, Pandemonium, qui est classé dans le top 10 au Billboard 200, leur donnant leur première 1re place avec Bump Bump Bump. Après leur troisième album, la bande originale du film Street Dancers, B2K annonce sa séparation.
Environ un an plus tard, Omarion sort son premier album solo, O. La même année, il participe comme invité à la chanson Let Me Hold You de Lil' Bow Wow qui est classée numéro 4 au Billboard Hot 100 : c'est le premier simple d’Omarion classé dans le top 10 en tant qu'artiste solo.
En décembre 2006, Omarion sort son deuxième album, 21, le titre représentant l’âge qu’il avait au moment de l’enregistrement, bien qu’il eût ses 22 ans avant la sortie de cet album. Entourage, le premier extrait de l’album atteint la 58e place au Billboard Hot 100.
Omarion fait une tournée avec Ciara, Yung Joc, Ne-Yo, Usher, Lloyd, Mario, Pretty Ricky, Jibbs, Ashiq et d’autres chanteurs et rappeurs.
Le second single, Ice Box, produit par Timbaland, devient son plus gros succès jusqu’à 2008 en étant classé numéro 12 au classement Billboard Hot 100.
Omarion a changé de label, pour le label Mosley Music Group dont le fondateur est Timbaland, mais il le quitte en février 2012 pour signer sur Maybach Music Group, le label de Rick Ross.
Money Bags rentre dans StarWorld :
Money Bags, première artiste signé chez le label d'Omarion StarWorld qui ne s'arrête pas pour autant, a déclaré sur Twitter qu'un nouveau son featuring Omarion qui se nomme The Ratchet Anthem fera très bientôt surface.

## Cinéma
Début 2004, Omarion apparaît dans plusieurs films, notamment Street Dancers dans lequel il joue aux côtés de Marques Houston et des ex-membres de B2K. Malgré les mauvaises critiques, le film fait une recette de 40 millions de dollars dans le monde entier.
La même année, on peut le voir dans le film Fat Albert basé sur le dessin animé T'as l'bonjour d'Albert.
Omarion apparaît également dans le film Somebody Help Me toujours avec Marques Houston, puis dans Feel the Noise, produit par Jennifer Lopez.
En 2014, il est l'un des personnages principaux de l'émission Love & Hip Hop: Hollywood aux côtés de son ex-compagne April Jones, d'un ancien membre des B2K : Lil Fizz et des rappeurs Ray J et Soulja Boy ainsi que leurs compagnes.

## Écriture
Omarion a écrit son autobiographie, O, sortie en 2005, dans laquelle il raconte sa vie depuis son enfance, de son appartenance à un gang jusqu'à sa carrière cinématographique, en passant par son aventure en tant que membre des B2K, dont il donne entre autres les raisons de la séparation.

## Discographie

### Albums
- 2005 : O
- 2006 : 21
- 2007 : Face Off (album de Bow Wow & Omarion)
- 2010 : Ollusion (album)
- 2011 : The Awakening (Mixtape)
- 2012 : Care Package (Mixtape)
- 2013 : Care Package 2 (Mixtape)
- 2014 : Sex Playlist
- 2015 : Care Package 3 (Mixtape)
- 2017 : Care Package 4 (Mixtape) 2020: The Kinnection  2023: Full circle sonics book 1  2024: Full circle sonics book 2

### Singles
- 2005 : O
- 2005 : Touch
- 2005 : I’m Tryna
- 2006 : Entourage
- 2006 : Ice Box
- 2007 : Cut Off Time
- 2007 : Slam (featuring Chris Brown & Bow Wow)
- 2007 : Girlfriend (featuring Bow Wow)
- 2007 : Hey Baby (Jump Off) (featuring Bow Wow)
- 2009 : I Get It In (featuring Gucci Mane)
- 2010 : Hoodie (featuring Jay Rock)
- 2010 : Speedin
- 2010 : Speedin (featuring Oryane) (Co-composed by Omarion and Mounir Belkhir)
- 2011 : Untouchable
- 2012 : Let's Talk (featuring Rick Ross)
- 2012 : M.I.A (featuring Wale)
- 2013 : Paradise
- 2013 : Know You Better (featuring Fabulous & Pusha T)
- 2014 : Post to Be (featuring Chris Brown & Jhené Aiko)
- 2014 : I'm Up (featuring Kid Ink & French Montana)
- 2014 : I'm Sayin'  (featuring Rich Homie Quan)
- 2017 : Distance
- 2017 : W4W (Word 4 Word)
- 2017 : The Reasons
- 2018 : Nudes
- 2020 : Involved
- 2023 : Alkaline Drip
- 2023 : Sunny Day (featuring BJRNCK)
- 2023 : Serious
- 2023 : Black Magic
- 2023 : I can't even Lie
- 2023 : O.E.O. (Our Eyes Only)
- 2023 : The Usual
- 2024 : Wasabi

### Singles en duos
- 2005 : Let Me Hold You (Lil' Bow Wow featuring Omarion)
- 2007 : Better Man (K. Smith featuring Omarion)
- 2007 : Cut off time (Kat DeLuna featuring Omarion)
- 2007 : Girlfriend (Lil' Bow Wow featuring Omarion)
- 2009 : Get it in (Gucci Mane featuring Omarion)
- 2009 : Comfort (Lil Wayne featuring Omarion)
- 2010 :  Speedin (Remix) (Oryane featuring Omarion)
- 2012 : Slow (Koda Kumi featuring Omarion)
- 2012 : Restraint ([M$ney Bags] featuring Omarion)
- 2012 : Airbound (211 featuring Omarion)
- 2012 : Between Sheets (Micahfonecheck featuring Omarion)
- 2012 : Lets Talk (Rick Ross featuring Omarion)
- 2012 : M.I.A (Wale featuring Omarion)
- 2012 : This Thing Of Ours (Wale featuring Rick Ross, Nas & Omarion)
- 2012 : The Zenith (Wale featuring Stalley, Rick Ross & Omarion)
- 2012 : Ice Cold (Rick Ross featuring Omarion)
- 2014 : Cry (La Fouine featuring Omarion)
- 2015 : Fakin (Diggy Simmons featuring Ty Dolla Sign & Omarion)

## Filmographie
- 2004 : Street Dancers (You Got Served) (David)
- 2004 : The Bernie Mac Show (Shonte)
- 2004 : One on One (Nyghtmare/Darius)
- 2004 : Fat Albert (Reggie)
- 2005 : Cuts (Darius)
- 2005 : The Proud Family Movie (Fifteen Cent Voice)
- 2007 : Feel the Noise (Rob)
- 2008 : Somebody Help Me (Darryl Jennigs)
- 2010 : Wrong Side Of Town
- 2010 : This is me (À venir)
- 2010 :  Somebody help me 2 (Darryl Jennigs)
- 2011 : Let's Stay Together